# Gilberto Agustoni
Gilberto Agustoni (Sciaffusa, 26 luglio 1922 – Roma, 13 gennaio 2017) è stato un cardinale e arcivescovo cattolico svizzero.

## Biografia
Nacque a Sciaffusa il 26 luglio 1922, originario di Morbio Inferiore, fratello di Luigi Agustoni (sacerdote e gregorianista), frequentò le scuole dell'obbligo nella città natale, poi entrò nel seminario di Lugano. Finito il seminario si trasferì a Roma per studiare teologia prese il baccalaureato in filosofia, ma poi a causa della guerra venne richiamato da Angelo Jelmini vescovo di Lugano nel Canton Ticino per fargli proseguire gli studi all'Università di Friburgo, dove si laureò in teologia.
Fu ordinato sacerdote il 20 aprile 1946 nella cattedrale di Lugano da monsignor Angelo Jelmini che lo nominò vice-assistente generale dell'Azione Cattolica diocesana e assistente di don Alfredo Leber direttore spirituale dell'Associazione Esploratori Cattolici.
Il 1º luglio 1950 venne chiamato a Roma dal cardinale Alfredo Ottaviani che lo voleva nella congregazione del Sant'Uffizio, quindi lo fece iscrivere alla Pontificia Università Lateranense per laurearsi in diritto e completare la sua formazione sacerdotale. Venne poi nominato commissario nella congregazione per la Disciplina dei Sacramenti e dopo il Concilio Vaticano II consultore della congregazione per il Culto Divino.
Nel 1970 divenne prelato uditore del Tribunale della Rota Romana e vi rimase fino al 18 dicembre 1986, quando papa Giovanni Paolo II lo nominò segretario della Congregazione per il clero, elevandolo alla dignità arcivescovile con il titolo della sede di Caorle. Nel maggio del 1991 venne nominato membro del Supremo Tribunale della Segnatura Apostolica (rimanendo però segretario della congregazione per il clero), l'anno successivo, il 2 aprile 1992, divenne pro-prefetto e infine il 9 novembre 1994 prefetto del Supremo Tribunale della Segnatura Apostolica, carica che lascerà il 5 ottobre 1998.
Nel concistoro del 26 novembre 1994 papa Giovanni Paolo II  lo nominò cardinale diacono dei Santi Urbano e Lorenzo a Prima Porta (elevata a titolo presbiterale pro hac vice dal 24 febbraio 2005). Non partecipa al conclave del 2005 né a quello del 2013 per raggiunti limiti d'età.
È stato inoltre membro della Congregazione per i vescovi e di quella per l'educazione cattolica. Ha pure fatto parte del Pontificio consiglio per i testi legislativi e dell'Amministrazione del patrimonio della Sede Apostolica.
È morto a Roma alle ore 17:00 circa del 13 gennaio 2017 all'età di 94 anni. Le esequie si sono tenute il 17 gennaio alle ore 10:00 all'Altare della Cattedra della basilica di San Pietro: la liturgia esequiale è stata celebrata dal cardinale Angelo Sodano, decano del Collegio Cardinalizio mentre al termine della celebrazione papa Francesco ha presieduto il rito dell'ultima commendatio e della valedictio. La salma è stata poi tumulata nella cappella delle suore Figlie di Santa Maria di Leuca, una congregazione religiosa che aveva seguito sin dalla sua fondazione, nel cimitero Flaminio. Il 2 agosto successivo la salma è stata traslata nella cappella della casa generalizia delle Figlie di Santa Maria di Leuca a Roma.
Il 19 novembre 2022, a Leuca, ha avuto inizio il suo processo di beatificazione.

## Genealogia episcopale e successione apostolica
La genealogia episcopale è:
- Cardinale Scipione Rebiba
- Cardinale Giulio Antonio Santori
- Cardinale Girolamo Bernerio, O.P.
- Arcivescovo Galeazzo Sanvitale
- Cardinale Ludovico Ludovisi
- Cardinale Luigi Caetani
- Cardinale Ulderico Carpegna
- Cardinale Paluzzo Paluzzi Altieri degli Albertoni
- Papa Benedetto XIII
- Papa Benedetto XIV
- Papa Clemente XIII
- Cardinale Enrico Benedetto Stuart
- Papa Leone XII
- Cardinale Chiarissimo Falconieri Mellini
- Cardinale Camillo Di Pietro
- Cardinale Mieczysław Halka Ledóchowski
- Cardinale Jan Maurycy Paweł Puzyna de Kosielsko
- Arcivescovo Józef Bilczewski
- Arcivescovo Bolesław Twardowski
- Arcivescovo Eugeniusz Baziak
- Papa Giovanni Paolo II
- Cardinale Gilberto Agustoni

La successione apostolica è:
- Vescovo Giuseppe Torti (1995)